# Страдзев-Гуркі
Страдзев-Гуркі (пол. Stradzew-Górki) — село в Польщі, у гміні Бедльно Кутновського повіту Лодзинського воєводства.
У 1975-1998 роках село належало до Плоцького воєводства.